# Ainigmaptilon
Ainigmaptilon is een geslacht van neteldieren uit de klasse van de Anthozoa (bloemdieren).

## Soorten
- Ainigmaptilon antarcticum (Molander, 1929)
- Ainigmaptilon edisto Bayer, 1950
- Ainigmaptilon haswelli Dean, 1926
- Ainigmaptilon virgularoides (Molander, 1929)
- Ainigmaptilon wallini Carlgren, 1943